# Järvikäinen (Gällivare socken, Lappland)
Järvikäinen är en sjö i Gällivare kommun i Lappland och ingår i Kalixälvens huvudavrinningsområde. Sjön har en area på 0,0281 kvadratkilometer och ligger 175,9 meter över havet.

## Delavrinningsområde
Järvikäinen ingår i det delavrinningsområde (743339-176941) som SMHI kallar för Mynnar i Ängesån. Medelhöjden är 189 meter över havet och ytan är 11,87 kvadratkilometer. Det finns inga avrinningsområden uppströms utan avrinningsområdet är högsta punkten. Vattendraget som avvattnar avrinningsområdet har biflödesordning 3, vilket innebär att vattnet flödar genom totalt 3 vattendrag innan det når havet efter 153 kilometer. Avrinningsområdet består mestadels av skog (70 procent) och sankmarker (21 procent). Avrinningsområdet har 0,03 kvadratkilometer vattenytor vilket ger det en sjöprocent på 0,2 procent.